# Šmarje pri Jelšah (gemeente)
Šmarje pri Jelšah (Duits: Sankt Marein bei Erlachstein) is een gemeente in Slovenië in de regio Stiermarken. Het telde tijdens de volkstelling in 2002 9662 inwoners. In Šmarje pri Jelšah bevinden zich twintig kerken en drie kastelen.

## Plaatsen in de gemeente
Babna Brda, Babna Gora, Babna Reka, Beli Potok pri Lembergu, Belo, Bezgovica, Bobovo pri Šmarju, Bodrež, Bodrišna vas, Brecljevo, Brezje pri Lekmarju, Bukovje v Babni Gori, Cerovec pri Šmarju, Dol pri Pristavi, Dol pri Šmarju, Dragomilo, Dvor, Gaj, Globoko pri Šmarju, Gornja vas, Grliče, Grobelce, Grobelno - del, Hajnsko, Jazbina, Jerovska vas, Ješovec pri Šmarju, Kamenik, Konuško, Koretno, Korpule, Kristan Vrh, Krtince, Laše, Lekmarje, Lemberg pri Šmarju, Lipovec, Mala Pristava, Mestinje, Močle, Nova vas pri Šmarju, Orehovec, Pečica, Pijovci, Platinovec, Polžanska Gorca, Polžanska vas, Predel, Predenca, Preloge pri Šmarju, Pustike, Rakovec, Senovica, Sladka Gora, Sotensko pri Šmarju, Spodnja Ponkvica, Spodnje Mestinje, Spodnje Selce, Spodnje Tinsko, Stranje, Strtenica, Sveti Štefan, Šentvid pri Grobelnem, Šerovo, Škofija, Šmarje pri Jelšah, Topolovec, Vinski Vrh pri Šmarju, Vodenovo, Vrh, Vršna vas, Zadrže, Zastranje, Završe pri Grobelnem, Zgornje Tinsko, Zibika, Zibiška vas
Bistrica ob Sotli · Braslovče · Celje · Dobje · Dobrna · Gornji Grad · Kozje · Laško · Ljubno · Luče · Mozirje · Nazarje · Podčetrtek · Polzela · Prebold · Radeče · Rečica ob Savinji · Rogaška Slatina · Rogatec · Šentjur pri Celju · Slovenske Konjice · Šmarje pri Jelšah · Šmartno ob Paki · Solčava · Šoštanj · Štore · Tabor · Velenje · Vitanje · Vojnik · Vransko · Žalec · Zreče